# Нептун і Амфітріта
Нептун і Амфітріта — картина нідерландського художника Мабюза (Яна Госсарта), написана 1516 року. Картина зберігається в Берлінській картинній галереї.

## Короткий опис

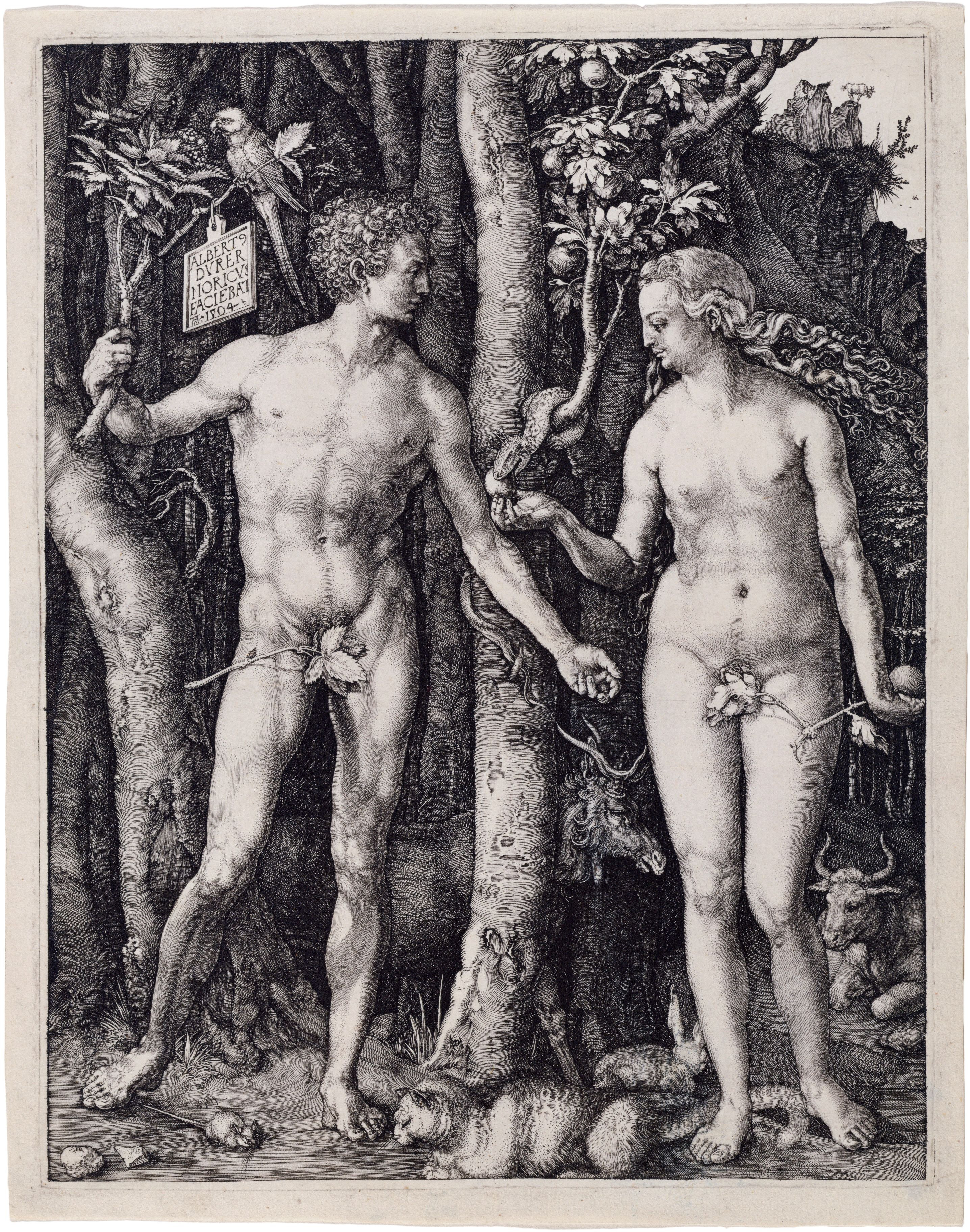
Альбрехт Дюрер, «Адам і Єва», гравюр (1504)

Нідерландський художник Ян Госсарт (1478–1532), відомий як Мабюз, належав до тих художників, хто захоплювався спадщиною Давнього Риму. 1508 року, разом з почтом герцога Бургундського, він прибув на один рік до Риму. Враження від перебування в Італії, а особливо світ римської античності, відобразилися на багатьох його картинах.
На картині «Нептун і Амфітріта», створеній на замовлення герцога Бургундського, про римську античність, окрім сюжету, свідчить і обрамлення зі стилізованих архітектурних елементів. Вибір сюжету є не лише рецепцією античної міфології — Нептун, як бог морської стихії та його дружина Амфітріта, але й був пов'язаний з особою замовника, який мав звання морського адмірала.
Цікавим є вплив на картину відомої гравюри Альбрехта Дюрера «Адам і Єва» (1504), що помітний у позах Нептуна й Амфітрити.